# Wettingrund
Der Wettingrund (auch Hüttengrund) befindet sich zwischen den Freitaler Stadtteilen Weißig und Deuben. Er beginnt südlich der Hauptstraße bei Unterweißig und verläuft zwischen den ehemaligen Halden des König-Georg-Schachtes und des Edelstahlwerks Freital in östlicher Richtung hinab nach Deuben.

## Wettingrundbach
Der Wettingrund- oder Hüttengrundbach entspringt zwischen den beiden Halden und fließt durch den Wettingrund bis zum Stahlwerksgelände. Von dort an wurde er ursprünglich bis zur Mündung in die Weißeritz unterirdisch weitergeführt. Im Zuge von Bauarbeiten zum Neubau des Technologie- und Gründerzentrums und der Umgestaltung des Neumarktes sowie zum Hochwasserschutz in Neudöhlen wurde der Bach 2013 ab der Bahnstrecke freigelegt und fließt nun an der Oberfläche am Neumarkt vorbei in die Weißeritz. An der Freifläche zwischen Neumarkt und Weißeritz wurde er in die Gestaltung eines Parks einbezogen, mit Treppen zugänglich gemacht und mit Überbrückungen für Fußgänger versehen.
Früher war es möglich, durch den Wettingrund von Weißig nach Deuben zu gelangen. Seit dem Anlegen von Schlammteichen der Wismut endet der Weg dort.

## Bauwerke im Wettingrund

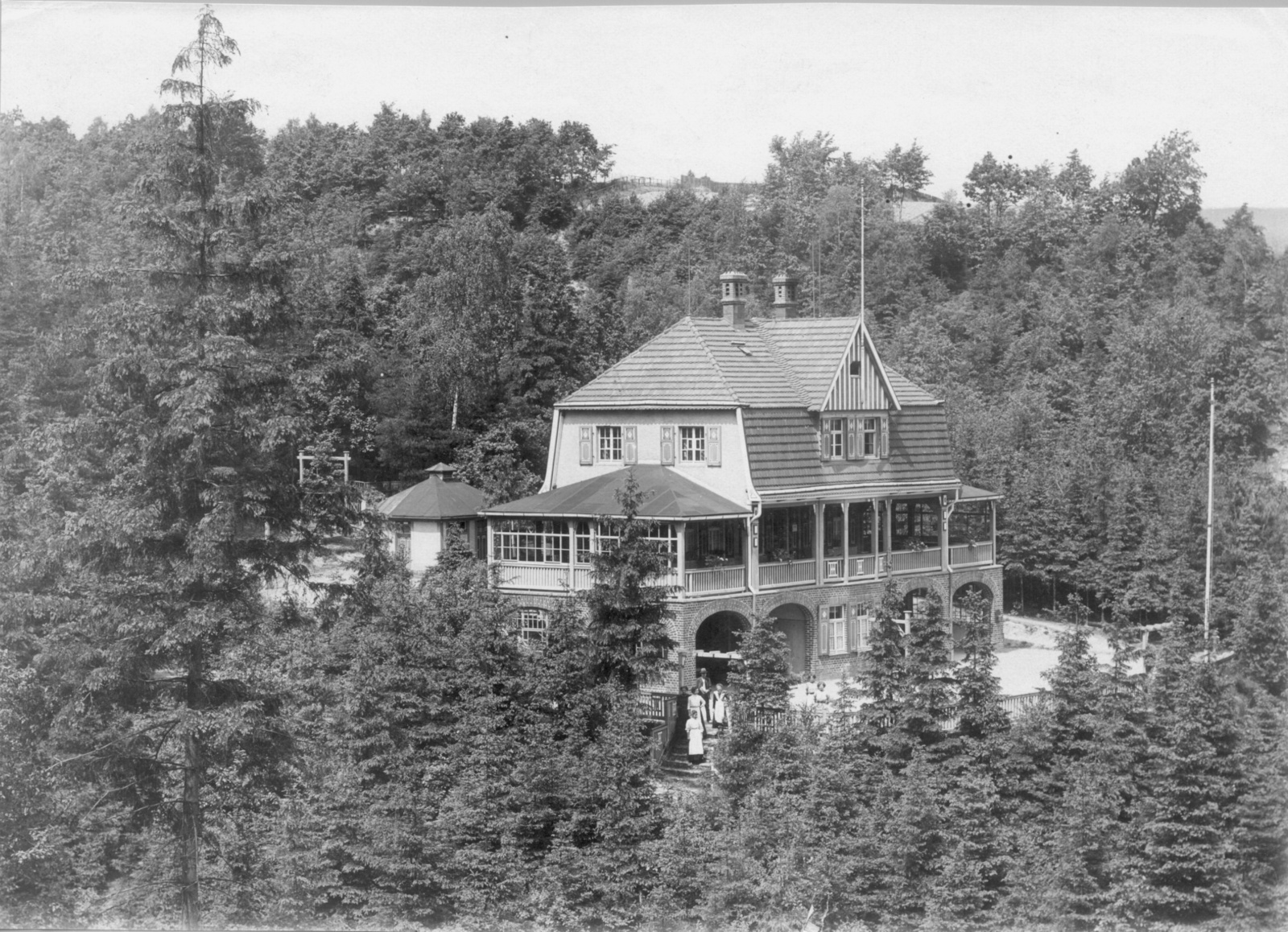
Walderholungsstätte Wettingrund, vor 1914

In den Jahren 1906 und 1907 kauften die Gemeinden Deuben und Döhlen für 6200 Mark ein Grundstück im Wettingrund, um darauf ein Krankenhaus für den Plauenschen Grund zu errichten. Die Pläne wurden wegen der Gefahr von Bodensenkungen durch den Bergbau nicht realisiert. Ein zentrales Krankenhaus konnte erst in den 1920er Jahren an der Deubener Bürgerstraße gebaut werden.
Die „Walderholungsstätte Wettingrund“ eröffnete im Jahr 1909. Das Haus war beliebtes Postkartenmotiv und wurde ab 1921 als „Baumann-Waisenheim“ für die Betreuung elternloser Kinder genutzt. Während der NS-Diktatur mussten zwischen Mai und August 1944 Kriegsgefangene im Lager des Gasthofes Wettingrund im Auftrag des Stahlwerkes Munition herstellen. Nach 1945 diente die Walderholungsstätte als Altenheim. Im Jahr 1957 wurden die Gebäude zur Anlage der Schlammteiche abgebrochen.